# Tekken II
Tekken II è il quarto singolo dei Sex Machineguns pubblicato dalla Toshiba-EMI il 21 aprile del 1999, estratto dall'album Made in Japan.

## Tracce
1. Tekken II-5:19
2. Sakurajima-4:20
3. Tekken II (Karaoke)-5:19